# HD 170902
HD 170902，又名BD-14 5098，SAO 161580、HR 6956，是一颗恒星，视星等为6.37，位于銀經17.75，銀緯-2.5，其B1900.0坐标为赤經18h 26m 38.5s，赤緯-14° -2.5′ 54″。